# 三国峠 (北海道)

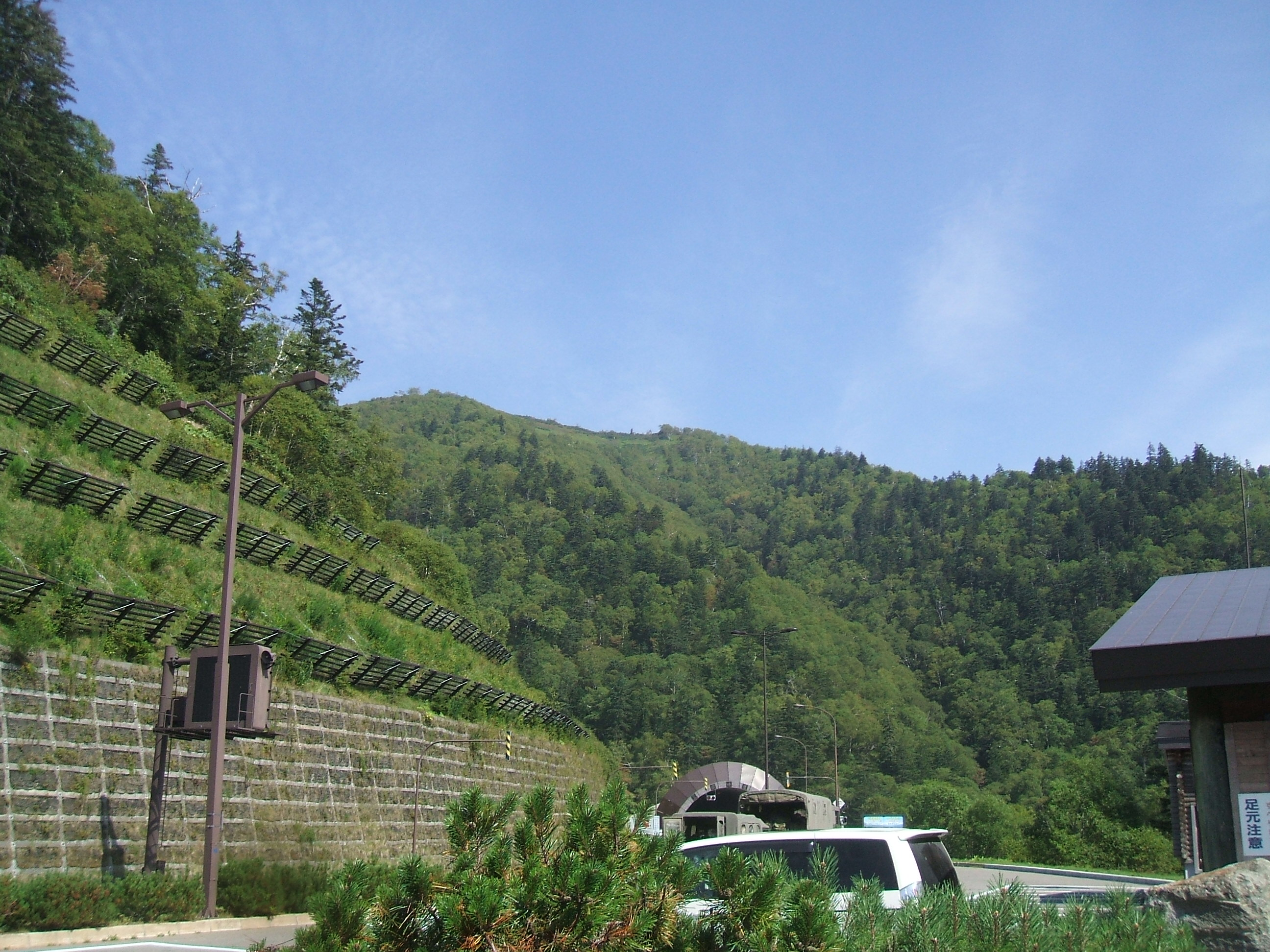
三国峠頂上部（2008年9月）

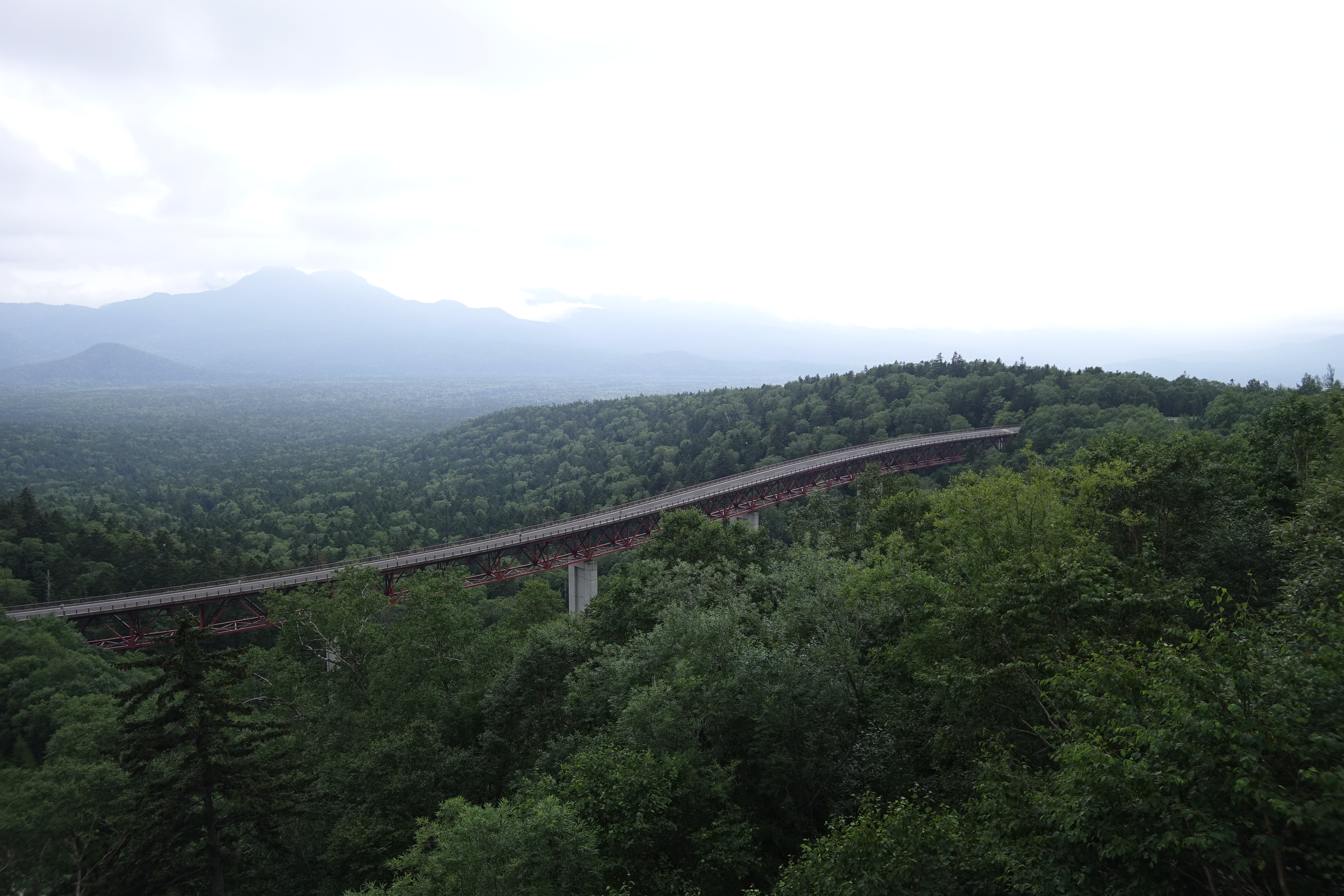
松見大橋（2022年8月）

三国峠（みくにとうげ）は、北海道上川郡上川町と河東郡上士幌町の境にある国道273号の峠。北海道の国道の中で最も高い峠である。

## 概要
大雪山国立公園内にあり、北海道の国道最高点となるところの標高は1,139 mある。周囲はトドマツやエゾマツの樹海が広がっており、9月下旬から10月上旬にかけて黄葉景色を楽しむことができる。
上川町側12 kmは、連続雨量が100 mmを超える場合に通行止めとなる特殊通行規制区間になっている。

## 歴史
大正期から上川町と上士幌町を結ぶ道路が請願されていて、昭和初期に上川町と上士幌町三股を結ぶ道路の計画が策定され北海道議会において請願が採択されたが、太平洋戦争の影響で計画は中止された。
戦後に森林資源の開発を目的とした道路計画が再び持ち上がり、1947年（昭和22年）に幌加から三股を結ぶ林道の建設が始まった。さらに、1954年（昭和29年）には糠平ダム建設に伴う補償工事によって糠平 - 幌加間の道路が建設され、層雲峡までの道路建設の必要性が高まった。
1956年（昭和31年）に上川・上士幌両町による本格的な調査が行われ、国の第二次道路整備五箇年計画に取り上げられた。1961年（昭和36年）に開発道路（町道層雲峡十勝三股線）として指定され、両方向から道路建設が着工された。三国山を貫通する三国トンネルの工事は1964年（昭和39年）から上川側で始まった。これは、林野庁から森林保護を目的に上士幌側に建設発生土を排出しないよう指導されたためである。三国トンネルは1971年（昭和46年）に完成した。なお、1969年（昭和44年）に道道糠平上士幌線、町道層雲峡十勝三股線、道道旭川大雪山層雲峡線、道道遠軽上川線、道道紋別上川線が統合されて国道273号に昇格している。
開通後も峠の頂上付近には未舗装区間が残り、冬季間は通行止めになっていたが、改良・舗装工事が1994年（平成6年）に完成し、通年通行が可能となり観光道路としての利用が増加した。

## 構造物
- 三国トンネル
- 三国峠橋
- コマクサ覆道
- 緑深橋
- 松見大橋
- 幌加除雪ステーション

## 周辺
上川方面は大雪山・大雪ダム（大雪湖）・層雲峡・層雲峡温泉などが、上士幌方面は幌加温泉・糠平ダム（糠平湖）・タウシュベツ川橋梁・ぬかびら温泉などの観光地がある。峠にはレストハウスがあり、立寄り休憩スポットとして整備されている。北の大雪湖から三国峠を挟んで南の上士幌町三股までの間の国道273号沿いに人家は一軒もなく、エゾシカやキタキツネ、エゾヒグマが生息する大雪山地の原生林が広がる。
- 三国山
- 三国峠展望台
- 三国峠休憩所